# Anorgasmie
 Mise en garde médicale
L'anorgasmie est une absence réitérée et persistante d'orgasme. Elle atteint 14% des français en 1993 et 8% des étatsuniens en 1999.